# 山城镇 (南靖县)
山城镇，是中华人民共和国福建省漳州市南靖县下辖的一个乡镇级行政单位。

## 行政区划
山城镇下辖以下地区：
中山社区、解放社区、荆江社区、江滨社区、象溪村、小山城村、溪边村、碧候村、山城村、六安村、元湖村、岩前村、坎仔头村、张渠村、汤坑村、三卞村、翠眉村、鸿坪村、鸿砵村、坑尾村、东田村、图美村、山边村、下潘村、葛山村、桥头村、钟古村、山苑村、下戴村、下碑村、雁塔村和五川村。

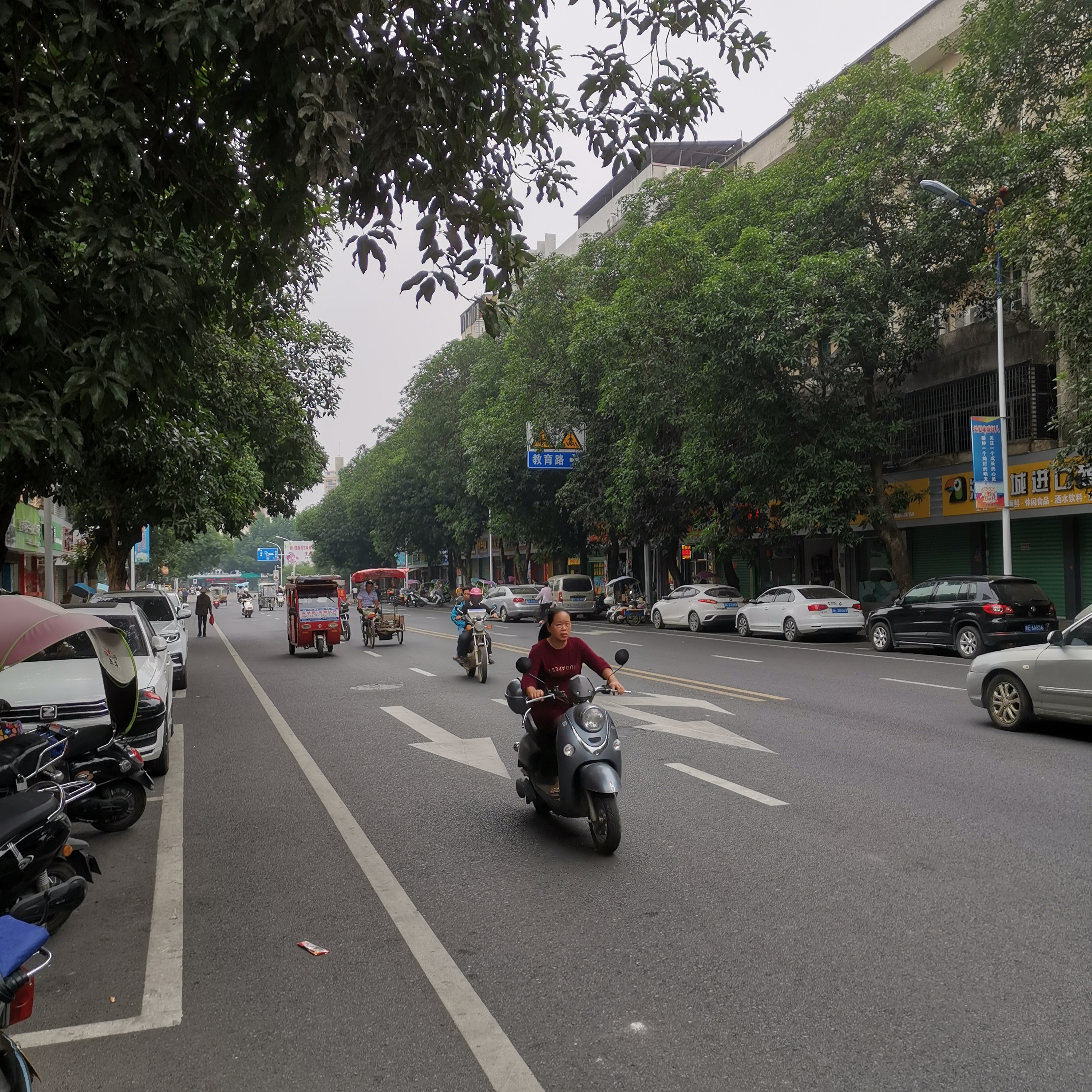
溪边村
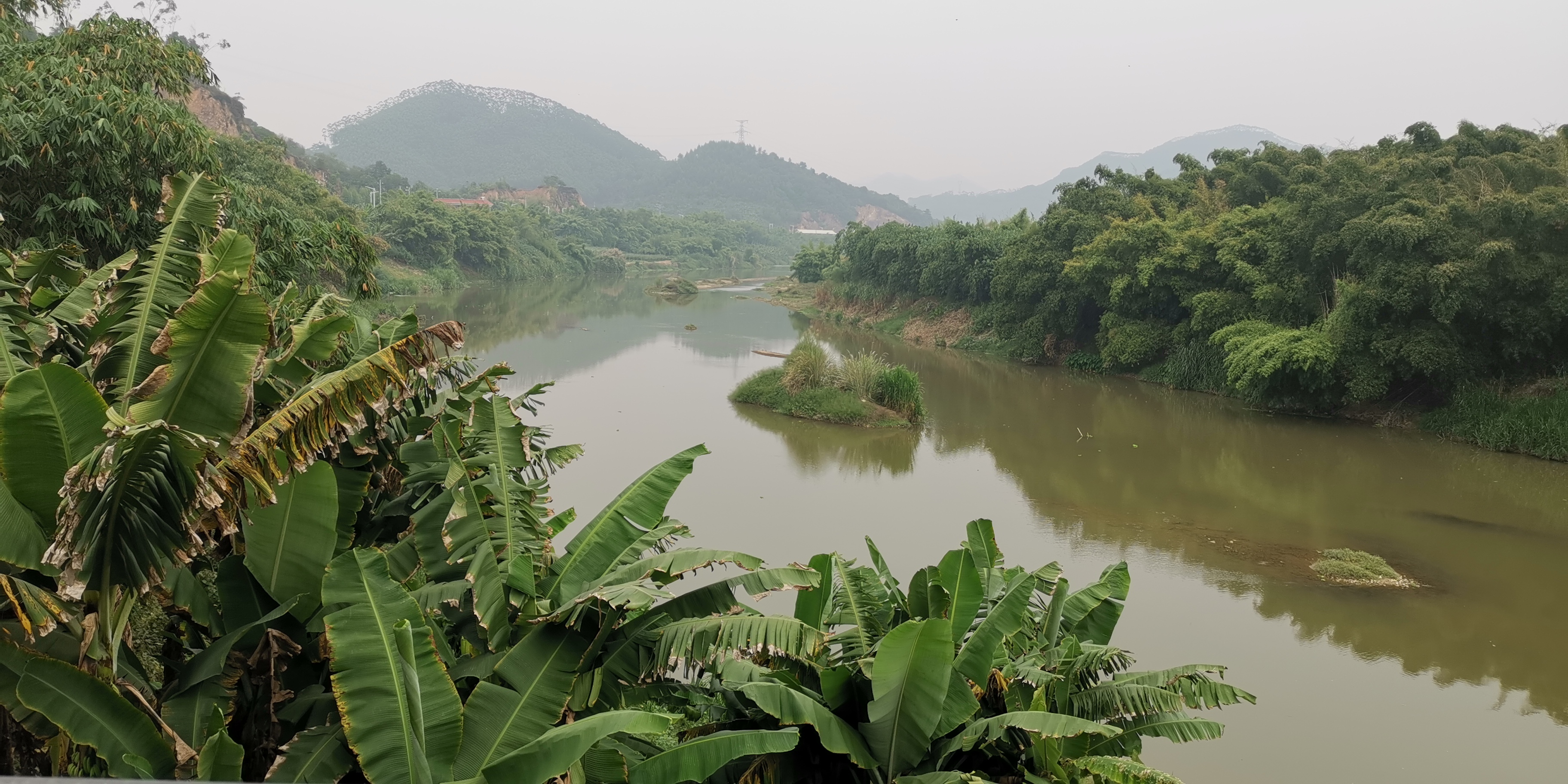
汤坑村花山溪段

## 姓氏由來
沈姓， 始祖沈水源，明代由福建永定县湖雷迁入南靖山城象溪、六安。
徐姓， 据《徐姓族谱》记载：福建南靖县山城镇雁塔村，开基祖徐谷海，于明洪武三年（1370年）由赣南石城县迁入迁来。后裔于清雍正八年迁入船场后头岭，道光十九年迁入丰田涵口寨，民国时迁居龙山棠溪寨边，1985年迁入丰田阁老楼社。
冯姓， 据《冯氏家谱》记载,开基祖冯信天,号云轩，明正德十八年由江西抚州金溪县迁来福建南靖县山城镇鸿田村。堂号始平堂。
柯姓， 明代由福建兴化府迁入南靖县山城镇阮厝。
黄姓， 开基祖黄纯武（总旗）,明洪武三年由江西袁州宜春布上里迁福建南靖县山城乡习贤里山城总保溪边村(今山城镇溪雅村)。
黄姓， 始迁祖黄卿（清朝末年）,于清末1910年间从福建平和县霄岭小金村移居来南靖山城定居。
游姓， 宋末元初，二三郎公开基福建上杭，二传四一郎公，三传天下啧啧争传的九子游。九子游中的五七郎公至永定月流长岭下夏圳背开基，传乐水公、乐山公。月流世系至此。乐水公据说传漳州市尾，后世又再传平和九峰镇西街。乐山公生四子，外迁四地皆成一地之祖。长子五九郎公开基永定大溪,其后裔有迁入南靖县丰田。次子六三郎公开基平和秀峰,有后裔迁入南靖丰田,山城镇钟鼓下吴、汤坑炭坑。三子念四公开基诏安秀篆，以上三子皆邹氏生，四子念季公，号存化，母赖氏，开基洪源。
阮姓， 開基祖阮友朋,明萬歷年間由福建龍溪縣石美遷來南靖縣山城鄉習賢裏山城保村(今山城鎮中山居委會表仔街)。
王姓， 王继成支系(上苑王姓)延政生六子：继成、继昌、继元、继重、继晋。继成后裔初居福建龙溪上苑，由上苑衍居恒坑(今龙文区步文镇)。十七世孙王宣正，明永乐年间随母，迁南靖靖城珩坑开基，成为始祖(即珩坑王姓派系)；生五子：长宣庄、次钦直、三神康，世居珩坑；四昭定，迁居南靖雁塔上厝；五敬璋，幼时即随母居山城山边，为山边王氏开基祖。昭定生三子：长子居雁塔上厝，次子迁居山城翠眉，后裔分衍于翠眉(翠微)、军营、三卞城仔内、南坑金竹、梅林璞山、船场龙水及广东等地。
卓姓， 開基祖卓元仕、卓觀土,明代由始祖卜数，明代由福建泉州遷來南靖縣山城鄉習賢裏古田保三卞村(今山城鎮溪邊村)。
林姓， 始祖卜数，明代由福建龙溪县蔡坑迁入南靖山城汤坑巷仔顶。
林姓， 始祖文渊，清代由福建平和县三平迁南靖山城汤坑。
林姓， 始祖文峰、溪楼，清代分别由福建平和县文峰、溪山迁入南靖山城汤坑月桂山。
刘姓， 始祖彭城，清初由雁竹土楼迁入福建南靖山城刘厝。
刘姓， 始祖均保，元代由福建海澄县月港迁入南靖和溪高山，传八子：长兴隆、次兴元、八尾兴，分居今吉春、英勇、联桥、金山新村；六兴福，移居山城翠眉东铺；三兴进、四兴盛，迁广东潮州；五兴亮，迁平和县新安里程地坑兜和溪仔。均保弟均源，由月港迁入靖城下葛。

## 交通
- 龙厦铁路：南靖站